# Talk show

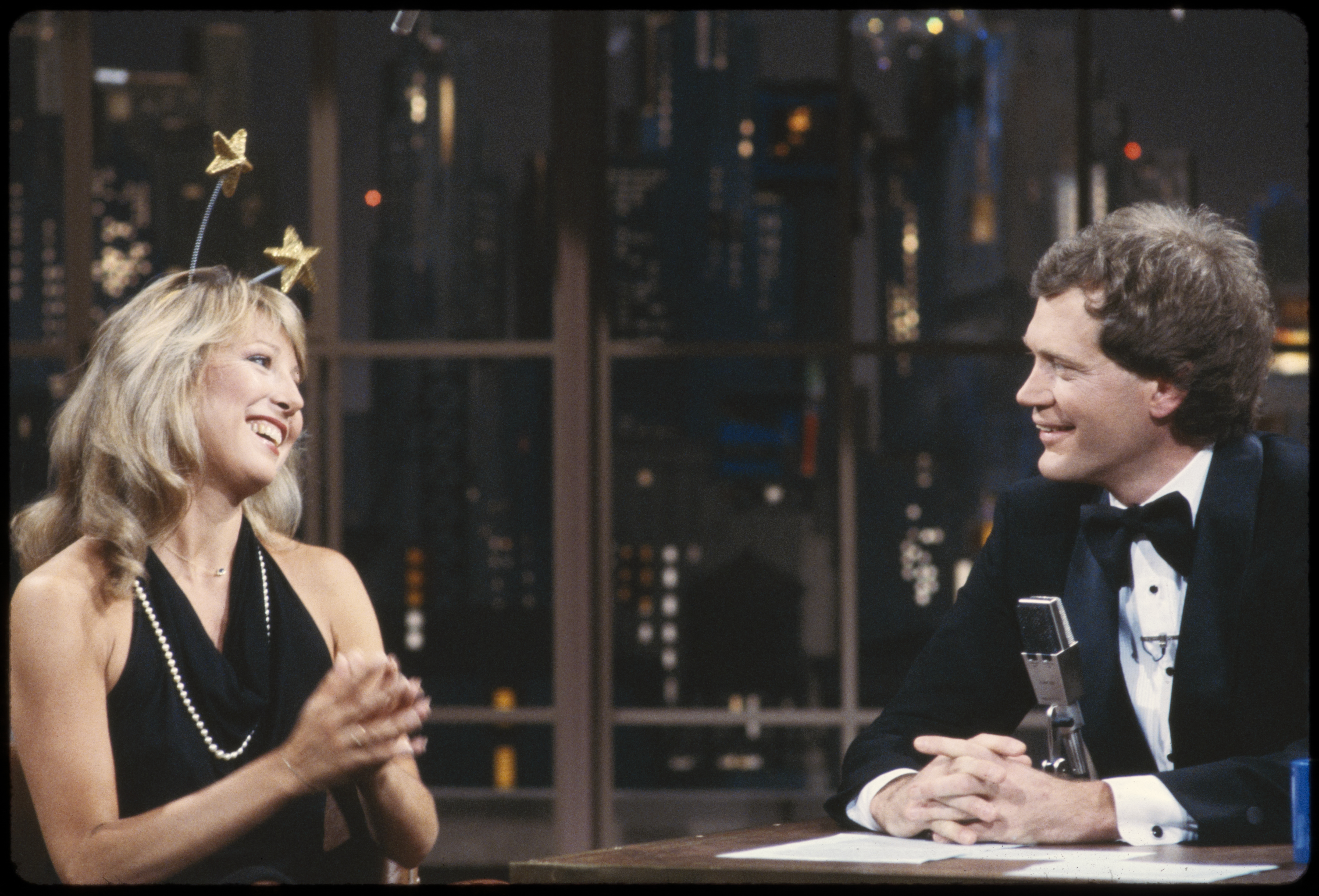
David Letterman intervista l'ospite Teri Garr in Late Night with David Letterman nel 1982

Il talk show o salotto televisivo è un comune genere di programmi televisivi e radiofonici che vedono protagoniste le parole e la conversazione.

## Caratteristiche
I talk show possono essere costituiti da interviste, monologhi e/o discussioni di varia forma e natura generalmente sviluppate seguendo una scaletta predefinita. Possono prevedere la presenza in studio di un pubblico e di esperti dell'argomento trattato, e talvolta si dà la possibilità agli ascoltatori di intervenire direttamente (es. attraverso telefonate in diretta) o indirettamente (es. tramite televoto). Possono presentare inserti che approfondiscono uno o più temi trattati e utilizzare elementi caratteristici di altri generi di programmi, quali stacchi musicali o interventi satirici.
Tipici "elementi di disturbo" che il regista e il conduttore/moderatore devono gestire sono rappresentati dalle sovrapposizioni audio, che si verificano ad esempio quando più ospiti della trasmissione parlano contemporaneamente, e i conflitti d'immagine, generati da inquadrature non attinenti al dialogo in corso o da stili di ripresa errati, che finiscono per estraniare il telespettatore.

## Storia
I talk show sono stati trasmessi in televisione sin dai primi giorni di esordio della TV stessa. Joe Franklin, un personaggio radiofonico e televisivo americano, ha ospitato il primo talk show televisivo. Lo spettacolo iniziò nel 1951 su WJZ-TV (poi WABC-TV) e passò a WOR-TV (poi WWOR-TV) dal 1962 al 1993.
The Tonight Show della NBC è il talk show più longevo al mondo, avendo debuttato nel 1954.
"Tetsuko's Room" (ja:徹子の部屋, Tetsuko-no-heya) è un talk show condotto da Tetsuko Kuroyanagi e trasmesso su TV Asahi dal 2 febbraio 1976, dal lunedì al venerdì in fascia pomeridiana. È un programma di lunga durata e dal 2022 è stato trasmesso per 47 anni, ossia più di 11.000 volte, e ha vinto molte volte il Guinness World Records.
Il talk show televisivo più lungo che detiene il Guinness World Records è di 72 ore e 18 minuti ed è stato realizzato da Canal 33 Network SRL e condotto da Alexandru Raducanu a Bucarest, in Romania, dal 14 al 17 marzo 2020.

## Sottogeneri
| Genere                                   | Descrizione | Esempi                                                                                                  |
| ---------------------------------------- | --- | --- |
| "Breakfast chat" o "talk show mattutini" | Alternano riepiloghi di notizie, copertura politica, articoli, interviste a celebrità e spettacoli musicali. | - Mattino Cinque - Unomattina - Buongiorno Italia                                                       |
| Tabloid talk show                        | Presentano un ospite o un gruppo di ospiti e un pubblico dal vivo che interagisce ampiamente con essi. Questi talk show possono presentare celebrità, commentatori politici o persone comuni che presentano argomenti insoliti o controversi.                                                 | - The Steve Wilkos Show - Maury - La vita in diretta - Pomeriggio Cinque                                |
| Lifestyle o "Self-help"                  | Presentano uno o più ospiti medici, terapisti o consulenti che fanno un intervento, descrivono problemi medici o psicologici o offrono consigli. | - The Oprah Winfrey Show - Belli dentro belli fuori - Benessere - Il ritratto della salute - Check-up   |
| Talk show a tarda notte                  | Commedie di attualità e intrattenimento di varietà. La maggior parte si apre con un monologo dell'ospite, con battute relative all'attualità. Altri segmenti in genere includono interviste con ospiti famosi, sketch comici ricorrenti, nonché esibizioni di musicisti o altri cabarettisti. | - The Tonight Show Starring Johnny Carson - Porta a porta - Sottovoce - Maurizio Costanzo Show - Matrix |
| Talk show della domenica mattina         | Si concentrano su notizie politiche e interviste con figure politiche elette e candidati a cariche, commentatori e giornalisti. | - Meet the Press - Face the Nation - This Week - Unomattina in famiglia - Weekly                        |
| Aftershow o "after show"                 | Presentano una discussione approfondita su un programma sulla stessa rete andato in onda poco prima. | - Talking Dead - Dopofestival - Sky Calcio Club - Coppa Italia: Live                                    |
| "Spoof" o "fake" talk show               | Presentano interviste per lo più sceneggiate, mostrate in modo umoristico e satirico, o si impegnano a sovvertire le norme del formato (in particolare quella dei talk show a tarda notte).                                                                                                   | - Space Ghost Coast to Coast - Tim and Eric Nite Live - Comedy Bang! Bang!                              |